# Gabrovo, Slovenia
Gabrovo este o localitate din comuna Škofja Loka, Slovenia, cu o populație de 28 de locuitori.